# Volpajola
Volpajola település Franciaországban, Haute-Corse megyében. Lakosainak száma 382 fő (2022. január 1.). Volpajola Scolca, Campile, Campitello, Prunelli-di-Casacconi és Vignale községekkel határos.

## Népesség
A település népessége az elmúlt években az alábbi módon változott:
| Lakosok száma | 492  | 281  | 275  | 425  | 451  | 455  | 390  | 358  | 352  | 382  |
|               | 1968 | 1982 | 1990 | 2006 | 2013 | 2015 | 2017 | 2019 | 2020 | 2022 |